# 月影ニ鳴ク虚像ノ恋詩
『月影ニ鳴ク虚像ノ恋詩』（つきかげになくきょぞうのこいうた）はUNDER FORESTのアルバム。

## 概要
7月12日にYouTubeにて、プロモーションビデオを公開した「moonless night(月無夜)」を含む11曲を収録したUNDER FORESTの記念すべきデビュー作品。7月29日は同動画サイトでの公開視聴も行った。

## 批評
CDジャーナルは「UNDER FORESTが放つ音楽は、ゴシックやヘヴィ・メタルの要素を織り交ぜたハードなロックで、ポップでミステリアスなムードが独特な世界観を作り出している」と評した 。

## 収録曲
1. T_T-冷たい天使-
2. TSUKIKAGE「月影ニ鳴ク虚像ノ恋詩」
3. die Sunde～不条理な神サマの下僕～
4. Little Red
5. 素敵なTRAGEDY
6. ラプンツェル+ハンター
7. Under the silver MOON
8. ★メ狂メ狂☆ぱぺっとわぁるどー★
9. BREED…野獣ノ純血種
10. moonless night(月無夜)
11. クライライライクライモリ

作詞：RUBY　編曲：倉田冬樹(#ALL)
作曲：Bonn(#1, 5)、新井健史(#2 - 4, 6 - 8, 10)、倉田冬樹(#9, 11)